# Internet Information Services
Internet Information Services (IIS) - denumit anterior Internet Information Server - reprezintă un set de servicii de Internet destinate serverelor care folosesc sistemul de operare Microsoft Windows. Acesta este al doilea server web ca popularitate, fiind devansat doar de liderul acestei ramuri industriale, Apache HTTP Server. În prezent serverele includ protocoale de rețea precum FTP, FTPS, SMTP, NNTP și HTTP/HTTPS.